# Абдуллаєв Узеїр Рза огли
Узеїр Абдуллаєв (нар. 1974) — український спортсмен і тренер, майстер спорту з тхеквондо, чемпіон Азербайджану, України та Європи. Політичний в'язень Росії, засуджений у справі «Хізб ут-Тахрір».

## Біографія
Народився 1974 року в Баку в родині кримської татарки та азербайджанця. У нього також є брат Теймур. Їхній батько досить швидко помер. Навчався у Суворовському військовому училищі. Потім почав професійно займатися східними єдиноборствами: карате, дзюдо й тхеквондо. З початку 90-х завойовував призові місця на різних чемпіонатах. 
У 1996 році сім'я Абдуллаєва переїхала до Криму й влаштувалася в селі Строгонівка біля Сімферополя. Вищу освіту Узеїр здобув на юридичному факультеті сімферопольської філії Одеської юридичної академії. Але за фахом працювати не став, а почав тренерську кар'єру. В Криму Узеїд одружився. У нього з дружиною Ферою народилися четверо дітей. Він був правовірним мусульманином, їздив на прощу у Мекку.
На світанку 12 жовтня 2016 року у будинок Абдуллаєва увірвався загін спецпризначенців з обшуком. Узеїра заарештували разом з братом Теймуром та безпідставно звинуватили у зв'язках з організацією «Хізб ут-Тахрір», яку в Росії вважають терористичною. Засуджений за «участь в діяльності терористичної організації» до 12 років 6 місяців колонії суворого режиму.